# Seznam oper
Seznam názvů oper podle abecedy.

## A
- Abenceragové – Luigi Cherubini – 1813
- Abraham a Izák – Josef Mysliveček – 1777
- Abu Hassan – Carl Maria von Weber – 1811
- Acanthe et Céphise – Jean-Philippe Rameau – 1751
- Acis a Galatea – Georg Friedrich Händel – 1732
- Acis a Galatea – Jean-Baptiste Lully – 1686
- Adam v nesnázích – Anton Diabelli – 1809
- Adelson a Salvini – Vincenzo Bellini – 1825
- Admétos, král thessalský – Georg Friedrich Händel – 1727
- Adriana Lecouvreur – Francesco Cilea – 1902
- Aeneida – Mykola Lysenko – 1911
- Afričanka – Giacomo Meyerbeer – 1865
- Agnes von Hohenstaufen – Gaspare Spontini – 1829
- Agrippina – Georg Friedrich Händel – 1709
- Achilles a Polyxena – Jean-Baptiste Lully a Pascal Collasse – 1687
- Achilles ve Skýru – Josef Mysliveček – 1775
- Achnaton – Philip Glass – 1984
- Aida – Giuseppe Verdi – 1871
- Alladin – Henry Bishop – 1826
- Alladina a Palomid – Osvald Chlubna – 1925
- Albert Herring – Benjamin Britten – 1947
- Alcesta – Christoph Willibald Gluck – 1767
- Alcesta aneb Triumf Alcidy – Jean-Baptiste Lully – 1674
- Alcidor – Gaspare Spontini – 1825
- Alcina – Georg Friedrich Händel – 1735
- Aleko – Sergej Vasiljevič Rachmaninov – 1893
- Alessandro – Georg Friedrich Händel – 1735
- Alessandro Stradella – Friedrich von Flotow – 1844
- Alfonso a Estrella – Franz Schubert – 1822
- Alfred – Antonín Dvořák – 1870
- Ali Paša z Janiny – Albert Lortzing – 1824
- Almira – Georg Friedrich Händel – 1705
- Alvilda, Regina dei Goti – Antonio Vivaldi – 1731
- Alzira – Giuseppe Verdi – 1845
- Alžběta, královna anglická – Gioacchino Rossini – 1815
- Amadis – Jean-Baptiste Lully – 1684
- Amélie jde na ples – Gian Carlo Menotti – 1936
- Amahl a noční návštěvníci – Gian Carlo Menotti – 1951
- Amfíón – Arthur Honegger – 1931
- Anděl zkázy – Thomas Adès – 2016
- André Chénier – Umberto Giordano – 1896
- Andrej Sokolov – Lev Konstantinovič Knipper – 1966
- Angélique – Jacques Ibert – 1927
- Angelo – César Antonovič Kjui – 1876
- Anglická kočka – Hans Werner Henze – 1983
- Angličané v Indii – Henry Bishop – 1827
- Aniara – Karl-Birger Blomdahl – 1959
- Anna Boleynová – Gaetano Donizetti – 1830
- Anna Kareninová – Emil Hlobil – 1972
- Antigona – Iša Krejčí – 1965
- Antigona – Josef Mysliveček – 1773
- Antonius a Kleopatra – Samuel Barber – 1966
- Apokryfy – Ludvík Podéšt – 1959
- Apollon a Hyacint – Wolfgang Amadeus Mozart – 1767
- Arabella – Richard Strauss – 1933
- Argippo – Antonio Vivaldi – 1730
- Ariadna – Bohuslav Martinů – 1961
- Ariadna – Claudio Monteverdi – 1608
- Ariadna na Naxu – Richard Strauss – 1912
- Ariadna na Krétě – Georg Friedrich Händel – 1734
- Ariana a Modrovous – Paul Dukas – 1907
- Ariodant – Étienne-Nicolas Méhul – 1799
- Ariodante – Georg Friedrich Händel – 1734
- Arlézanka – Francesco Cilea – 1897
- Armida – Antonín Dvořák – 1903
- Armida – Christoph Willibald Gluck – 1777
- Armida – Josef Mysliveček – 1779
- Armida – Jean-Baptiste Lully – 1686
- Arminius – Georg Friedrich Händel – 1737
- Aroldo – Giuseppe Verdi – 1857
- Ascanio – Camille Saint-Saëns – 1890
- Ascanio v Albě – Wolfgang Amadeus Mozart – 1771
- Atalanta – Georg Friedrich Händel – 1736
- Atlantida – Henri Tomasi – 1954
- Attila – Giuseppe Verdi – 1846
- Atys – Jean-Baptiste Lully – 1676

Nahoru

## B
- Bakchantky – Hans Werner Henze – 1966
- Bán Bánk – Ferenc Erkel – 1861
- Bandité – Giuseppe Verdi – 1847
- Bang! – John Rutter – 1975
- Barbaři – Camille Saint-Saëns – 1901
- Bastien a Bastienka – Wolfgang Amadeus Mozart – 1768
- Beatrice a Benedict – Hector Berlioz – 1862
- Beatrice di Tenda – Vincenzo Bellini – 1833
- Beatrix Cenci – Alberto Ginastera – 1971
- Beg Bajazid – Ján Cikker – 1957
- Bellerofonte – Josef Mysliveček – 1767
- Bellérophon - Jean-Baptiste Lully - 1679
- Belfagor – Ottorino Respighi – 1923
- Belisario – Gaetano Donizetti – 1836
- Benvenuto Cellini – Hector Berlioz – 1838
- Bertha – Ned Rorem – 1973
- Bianca a Fernando – Vincenzo Bellini – 1826
- Bianca a Giuseppe – Jan Bedřich Kittl – 1868
- Bílá paní – François Adrien Boieldieu – 1825
- Bílý havran – Philip Glass – 1991
- Billy Budd – Benjamin Britten – 1951
- Bílý pán aneb Těžko se dnes duchům straší – Jaroslav Křička – 1929
- Bitva u Legnana – Giuseppe Verdi – 1849
- Blaník – Zdeněk Fibich – 1881
- Blažena a Beneš – Hector Berlioz – 1862
- Bloud – Josef Bohuslav Foerster – 1936
- Bludný Holanďan – Richard Wagner – 1843
- Bocmanův přítel – Ethel Smyth – 1916
- Bohatýři – Alexandr Porfirjevič Borodin – 1867
- Bohéma – Ruggero Leoncavallo – 1897
- Bohéma – Giacomo Puccini – 1896
- Bomarzo – Alberto Ginastera – 1967
- Boris Godunov – Modest Petrovič Musorgskij – 1873
- Boulevard Solitude – Hans Werner Henze – 1952
- Bouře – Zdeněk Fibich – 1895
- Bouře – Thomas Adès – 2004
- Braniboři v Čechách – Bedřich Smetana – 1866
- Bratr a sestra – Henry Bishop – 1815
- Bratři Karamazovi – Otakar Jeremiáš – 1928
- Bravo – Saverio Mercadante – 1839
- Bronzový kůň – Daniel Francois Esprit Auber – 1835
- Brundibár – Hans Krása – 1943
- Bubu z Montparnasu – Emil František Burian
- Bukovín – Zdeněk Fibich – 1874
- Bylo, nebylo... (Es war einmal…) – Alexander von Zemlinsky – 1900

Nahoru

## C
- Ça Ira – Roger Waters – 2005
- Cadmus et Hermione - Jean-Baptiste Lully - 1673
- Candide – Lev Konstantinovič Knipper – 1927
- Capriccio – Richard Strauss – 1942
- Cardillac – Paul Hindemith – 1926
- Carmen – Georges Bizet – 1875
- Car a tesař – Albert Lortzing – 1837
- Carská nevěsta – Nikolaj Andrejevič Rimskij-Korsakov – 1899
- Casanova – Albert Lortzing – 1841
- Casanova's Homecoming – Dominick Argento – 1927
- Cesta – Philip Glass – 1992
- Cesta oknem – Karel Kovařovic – 1886
- Císařovy nové šaty – Emil František Burian – 1947
- Coriolanus – Ján Cikker – 1974
- Così fan tutte – Wolfgang Amadeus Mozart – 1790
- Curlew River – Benjamin Britten – 1964

Nahoru

## Č
- Čarodějka – Petr Iljič Čajkovskij – 1887
- Čarostřelec – Carl Maria von Weber – 1821
- Čekání na barbary – Philip Glass – 2005
- Čerkezský most – Henry Bishop – 1809
- Čert a Káča – Antonín Dvořák – 1899
- Čertova stěna – Bedřich Smetana – 1882
- Červená karkulka – César Antonovič Kjui – 1921
- České jesličky – Jaroslav Křička – 1949
- Čím lidé žijí – Bohuslav Martinů – 1953
- Čtyři hrubiáni – Ermanno Wolf-Ferrari – 1906
- Čtyři svatí ve třech aktech – Virgil Thomson – 1934

Nahoru

## D
- Ďáblova síla – Alexandr Nikolajevič Serov – 1871
- Dafné – Francesco Cavalli – 1640
- Dafné – Jacopo Peri – 1597
- Dafné – Richard Strauss – 1937
- Dalibor – Bedřich Smetana – 1868
- Dantonova smrt – Gottfried von Einem – 1947
- Dardanus – Jean-Philippe Rameau – 1739
- Dcera pluku – Gaetano Donizetti – 1840
- Dead Man Walking – Jake Heggie – 2000
- Debora – Josef Bohuslav Foerster – 1893
- Děd – Camille Saint-Saëns – 1906
- Dědův odkaz – Vítězslav Novák – 1926
- Déjanire – Camille Saint-Saëns – 1911
- Demetrius – Josef Mysliveček – 1773
- Den dobročinnosti – Bohuslav Martinů – 1931
- Den míru – Richard Strauss – 1936
- Děvče ze zlatého Západu – Giacomo Puccini – 1910
- Dialogy karmelitek – Francis Poulenc – 1957
- Dido – Francesco Cavalli – 1641
- Dido a Aeneas – Henry Purcell – 1689
- Dimitrij – Antonín Dvořák – 1882
- Dítě a kouzla – Maurice Ravel – 1925
- Dítě Tábora – Karel Bendl – 1892
- Divadelní ředitel – Wolfgang Amadeus Mozart – 1786
- Divadlo za bránou – Bohuslav Martinů – 1936
- Dobrý voják Švejk – Robert Kurka – 1958
- Doktor Atomic – John Adams – 2005
- Doktor Faust – Ferruccio Busoni – 1924
- Don Carlos – Giuseppe Verdi – 1867
- Don Giovanni – Wolfgang Amadeus Mozart – 1787
- Don Juan Rakouský – Isaac Nathan - 1847
- Don Pasquale – Gaetano Donizetti – 1843
- Don Rodrigo – Alberto Ginastera – 1964
- Donna Diana - Emil Nikolaus Joseph von Reznicek - 1894
- Dornička – Maxmilián Hájek – 1949
- Dráteník – František Škroup – 1825
- Dubrovskij – Eduard Nápravník – 1895
- Duchové Versailles – John Corigliano – 1991
- Dvacátý pátý srpen 1983 – Juan Maria Solare – 1993
- Dva Foscariové (I Foscari) – Giuseppe Verdi – 1844
- Dvakrát Alexandr – Bohuslav Martinů – 1964
- Dva střelci – Albert Lortzing – 1837
- Dvě vdovy – Bedřich Smetana – 1874
- Dvojčata – Franz Schubert – 1820

Nahoru

## E
- Edgar – Giacomo Puccini – 1899
- Egisto – Francesco Cavalli – 1634
- Egyptská Helena – Richard Strauss – 1927
- Echo a Narcis – Christoph Willibald Gluck – 1779
- Einstein – Paul Dessau – 1974
- Einstein na pláži – Philip Glass – 1976
- Elegie za mladé milence – Hans Werner Henze – 1961
- Elektra – Richard Strauss – 1909
- Enšpígl – Otakar Jeremiáš – 1949
- Ernani – Giuseppe Verdi – 1844
- Ero s onoho světa – Jakov Gotovac – 1935
- Es war einmal… (Bylo, nebylo…) – Alexander von Zemlinsky – 1900
- Esclarmonda – Jules Massenet – 1889
- Étienne Marcel – Camille Saint-Saëns – 1879
- Eufrides před branami Tymén – Josef Berg – 1968
- Euphrosine – Étienne-Nicolas Méhul – 1790
- Eupyros – Osvald Chlubna – 1962
- Euridika – Jacopo Peri – 1600
- Euryanta – Carl Maria von Weber – 1823
- Eva – Josef Bohuslav Foerster – 1899
- Evangelista – Wilhelm Kienzl – 1895
- Evžen Oněgin – Petr Iljič Čajkovskij – 1879
- Ezio – Josef Mysliveček – 1775

Nahoru

## F
- Falešná prosťačka – Wolfgang Amadeus Mozart – 1768
- Falešný malíř – Gaspare Spontini – 1797
- Falstaff – Giuseppe Verdi – 1893
- Farnakés – Josef Mysliveček – 1767
- Faust – Charles Gounod – 1859
- Faustovo prokletí – Hector Berlioz – 1846
- Favoritka – Gaetano Donizetti – 1840
- Fedora – Umberto Giordano – 1898
- Fernando Cortés – Gaspare Spontini – 1809
- Fidelio – Ludwig van Beethoven – 1805
- Fierabras – Franz Schubert – 1823
- Figarova svatba – Wolfgang Amadeus Mozart – 1786
- Fin de partie – György Kurtág – 2018
- Florencie v Amazonce – Daniel Catán – 1996
- Florentinská tragédie (Eine Florentinische Tragödie) – Alexander von Zemlinsky – 1915
- Fra Diavolo – Daniel Francois Esprit Auber – 1830
- Francesca da Rimini – Eduard Nápravník – 1902
- Francesca da Rimini – Sergej Vasiljevič Rachmaninov – 1906
- Frédégonde – Camille Saint-Saëns – 1895
- Freje pána z Heslova – Osvald Chlubna – 1949

Nahoru

## G
- Galileo Galilei – Philip Glass – 2002
- Gawain – Harrison Birtwistle – 1990
- Genoveva – Robert Schumann – 1850
- Gianni Schicchi – Giacomo Puccini – (z Triptychu jednoaktových oper společně s operami Plášť a Sestra Angelika) 1918
- Gilgameš – Rudolf Brucci – 1986
- Gina – Francesco Cilea – 1899
- Gloria – Francesco Cilea – 1907
- Gloriana – Benjamin Britten – 1953
- Goyescas – Enrique Granados – 1916
- Goplana – Władysław Żeleński – 1896
- Guarani – Carlos Gomes – 1870
- Guglielmo Ratcliff – Pietro Mascagni – 1895

Nahoru

## H
- Hadrián v Sýrii – Josef Mysliveček – 1775
- Halka – Stanislaw Moniuszko – 1858
- Hamlet – Ambroise Thomas – 1868
- Hans Heiling – Heinrich Marschner – 1883
- Hans Sachs – Albert Lortzing – 1840
- Harmonie světa – Paul Hindemith – 1957
- Harold – Eduard Nápravník – 1886
- Hedvábný žebřík – Gioacchino Rossini – 1812
- Hedy – Zdeněk Fibich – 1896
- Hejtman Šárovec – Karel Horký – 1953
- Hélène – Camille Saint-Saëns – 1904
- Hlas lesa – Bohuslav Martinů – 1935
- Hoffmannovy povídky – Jacques Offenbach – 1881
- Hodokvas v době moru – César Antonovič Kjui – 1901
- Honzovo království – Otakar Ostrčil – 1934
- Hraběnka – Stanislaw Moniuszko – 1860
- Hra konce času – Carl Orff – 1973
- Hra o lásce a smrti – Ján Cikker – 1969
- Hry o Marii – Bohuslav Martinů – 1934
- Hubička – Bedřich Smetana – 1876
- Hugenoti – Giacomo Meyerbeer – 1836
- Hvězda – Emmanuel Chabrier – 1877
- Hipolyta – Jaroslav Křička – 1916
- Historie vojáka – Igor Stravinskij – 1918
- Husa z Káhiry – Wolfgang Amadeus Mozart – 1783
- Hvězda severu – Giacomo Meyerbeer – 1854
- Hvězda vychází z Jákoba – Paul Burkhard – 1970
- Hydrogen Jukebox – Philip Glass – 1990
- Hyperméstra – Josef Mysliveček – 1769

Nahoru

## Ch
- Chovanština – Modest Petrovič Musorgskij – 1886
- Chudý námořník – Darius Milhaud – 1927
- Chytračka – Carl Orff – 1943

Nahoru

## I
- Idomeneo – Wolfgang Amadeus Mozart – 1781
- Ifigenie v Aulidě – Christoph Willibald Gluck – 1774
- Ifigenie v Tauridě – Christoph Willibald Gluck – 1779
- Il natale d'Augusto – Antonio Caldara – 1733
- Ilseino srdce – Rudolf Karel – 1924
- Indra – Friedrich von Flotow – 1852
- Intermezzo – Richard Strauss – 1924
- Ipermestra – Johann Adolf Hasse – 1744
- Iris – Pietro Mascagni – 1899
- Irmelin – Frederick Delius – 1953
- Isabeau – Pietro Mascagni – 1911
- Isis – Jean-Baptiste Lully – 1677
- Italka v Alžíru – Gioacchino Rossini – 1813
- Ivanhoe – Arthur Sullivan – 1891
- Ivánek hlupáček – César Antonovič Kjui – 1913
- Ivan Susanin (Život za cara) – Michail Ivanovič Glinka – 1836

Nahoru

## J
- Jacobowký a plukovník – Giselher Klebe – 1965
- Jakobín – Antonín Dvořák – 1888
- Jak smrt přišla do světa – Osvald Chlubna – 1936
- Jana z Arku na hranici – Arthur Honegger – 1942
- Jánoš Háry – Zoltan Kodály – 1926
- Jan Hus – Karel Horký – 1950
- Jan Výrava – Maxmilián Hájek – 1950
- Jan z Paříže – François Adrien Boieldieu – 1812
- Jan Zhořelecký – Otakar Ostrčil – 1898
- Jánošík – Alois Hába – 1934
- János Háry – Zoltán Kodály – 1926
- Jed z Elsinoru – Karel Horký – 1969
- Jeden den králem – Giuseppe Verdi – 1840
- Jemeljan Pugačov – Marian Viktorovič Koval – 1942
- Jenovéfa – Robert Schumann – 1850
- Její pastorkyňa (též Jenůfa) – Leoš Janáček – 1904
- Jeskyně – Steve Reich – 1994
- Jessika – Josef Bohuslav Foerster – 1905
- Jessonda – Louis Spohr – 1823
- Ješitné ženy – Gasparo Spontini – 1796
- Jezero Ukereve – Otmar Mácha – 1966
- Jindřich VIII. – Camille Saint-Saëns – 1883
- Jiří z Kunštátu a Poděbrad – Osvald Chlubna – 1942
- Johannes Doktor Faust – Josef Berg – 1971
- Jolanta – Petr Iljič Čajkovskij – 1892
- Johanka z Arku – Giuseppe Verdi – 1845
- Jonny vyhrává (Jonny spielt auf) – Ernst Křenek – 1927
- Joriova dcera – Ildebrando Pizzeti – 1954
- Josef a jeho bratři – Étienne-Nicolas Méhul – 1807
- Juda Makabejský – Georg Friedrich Händel – 1747
- Judita – Alexandr Nikolajevič Serov – 1863
- Julien – Gustave Charpentier – 1913
- Julietta – Bohuslav Martinů – 1938
- Julius Caesar – Georg Friedrich Händel – 1724
- Juro Jánošík – Ján Cikker – 1954

Nahoru

## K
- Kalif z Bagdádu – François Adrien Boieldieu – 1800
- Kalistó – Francesco Cavalli – 1652
- Kamenný host – Alexandr Sergejevič Dargomyžskij – 1872
- Kapelník – Ferdinando Paer – 1821
- Kapitánská dcerka – César Antonovič Kjui – 1911
- Kapuleti a Montekové – Vincenzo Bellini – 1830
- Karlštejn – Vítězslav Novák – 1916
- Karolínka a lhář – Jarmil Burghauser – 1955
- Káťa Kabanová – Leoš Janáček – 1921
- Kavkazský zajatec – César Antonovič Kjui – 1883
- Kdybych byl králem – Adolphe Charles Adam – 1852
- Kirké – Josef Mysliveček – 1779
- Klenoty Madonny – Ermanno Wolf-Ferrari – 1911
- Kníže Igor – Alexandr Porfirjevič Borodin – 1890
- Kocour v botách – César Antonovič Kjui – 1913
- Kolébka – Osvald Chlubna – 1952
- Komedianti – Ruggero Leoncavallo – 1892
- Komedie na mostě – Bohuslav Martinů – 1937
- Komedie plná omylů – Henry Bishop – 1819
- Kominíček – Benjamin Britten –1958
- Konzul – Gian Carlo Menotti – 1950
- Korsár – Giuseppe Verdi – 1848
- Korunovace Poppaey – Claudio Monteverdi – 1642
- Kořen života – Lev Konstantinovič Knipper – 1949
- Kostěj nesmrtelný – Nikolaj Andrejevič Rimskij-Korsakov – 1905
- Kouzelná flétna – Wolfgang Amadeus Mozart – 1791
- Kouzelná harfa – Franz Schubert – 1820
- Kouzelné housle – Werner Egk – 1935
- Král a uhlíř – Antonín Dvořák – 1871
- Král pastýřem – Wolfgang Amadeus Mozart – 1775
- Král Roger – Karol Szymanowski – 1926
- Král z města Lahore – Jules Massenet – 1877
- Královna ze Sáby – Karl Goldmark – 1875
- Královna ze Sáby - Charles Gounod
- Kráska a zvíře – Philip Glass – 1994
- Kráska z Perthu – Georges Bizet – 1867
- Krátký život – Manuel de Falla – 1913
- Krútňava (Vír) – Eugen Suchoň – 1949
- Křižáci v Egyptě – Giacomo Meyerbeer – 1824
- Kunalovy oči – Otakar Ostrčil – 1908
- Kyperská princezna – Fredrik Pacius – 1860

Nahoru

## L
- La canterina – Joseph Haydn – 1766
- La finta giardiniera (Nepravá zahradnice) - Wolfgang Amadeus Mozart - 1775
- La finta semplice (Předstíraná prostota, či též Falešná prosťačka, česky hráno jako Prostá léčka) - Wolfgang Amadeus Mozart - 1768
- La Gioconda – Amilcare Ponchielli – 1876
- La traviata – Giuseppe Verdi – 1853
- La Wally – Alfredo Catalani – 1892
- Labyrint vášně – Tomáš Hanzlík – 2009
- Lady Macbeth Mcenského újezdu – Dmitrij Šostakovič -1934
- Lakmé – Léo Delibes – 1883
- Lakomec – Jarmil Burghauser – 1930
- Lancelot – Paul Dessau – 1969
- Láska Danae – Richard Strauss – 1940
- Láska ke třem pomerančům – Sergej Prokofjev – 1921
- Lazebník bagdádský – Peter Cornelius – 1858
- Lazebník sevillský – Gioacchino Rossini – 1816
- Legenda o neviditelním městě Kitěži a panně Fevronii – Nikolaj Andrejevič Rimskij-Korsakov – 1912
- Legenda z Erinu – Otakar Ostrčil – 1921
- Lejla – Karel Bendl – 1868
- Les Indes galantes – Jean-Philippe Rameau – 1735
- Libuše – Bedřich Smetana – 1881
- Libušin sňatek – František Škroup – 1835
- Lodoletta – Pietro Mascagni – 1917
- Lohengrin – Richard Wagner – 1850
- Lolita – Rodion Ščedrin – 1993
- Lombarďané – Giuseppe Verdi – 1843
- Lord Byron – Virgil Thomson – 1972
- Louisa – Gustave Charpentier – 1900
- Loutkové představení mistra Pedra – Manuel de Falla – 1923
- Lovci perel – Georges Bizet – 1863
- Lov krále Karla – Fredrik Pacius – 1852
- Lucie z Lammermooru – Gaetano Donizetti – 1835
- Lucius Sulla – Wolfgang Amadeus Mozart – 1772
- Lukrécie Borgia – Gaetano Donizetti – 1834
- Luisa Millerová – Giuseppe Verdi – 1849
- Lucerna – Vítězslav Novák – 1922
- Lulu – Alban Berg – 1937

Nahoru

## M
- Macbeth – Giuseppe Verdi – 1844
- Madam Butterfly – Giacomo Puccini – 1904
- Mademoiselle Fifi – César Antonovič Kjui – 1903
- Maddalena – Sergej Prokofjev – 1913
- Májová noc – Nikolaj Andrejevič Rimskij-Korsakov – 1880
- Malíř Mathis – Paul Hindemith – 1938
- Malý princ – Rachel Portman – 2003
- Manon – Jules Massenet – 1884
- Manon Lescaut – Daniel Francois Esprit Auber – 1856
- Manon Lescaut – Giacomo Puccini – 1893
- Mandarínův syn – César Antonovič Kjui – 1878
- Margaret Garner – Richard Danielpour – 2005
- Maria - Roman Statkowski - 1903-1904, uvedeno 1906
- Maria Golovin – Gian Carlo Menotti – 1958
- María z Buenos Aires – Astor Piazzolla – 1968
- Marie Stuartovna – Gaetano Donizetti – 1835
- Markéta z Anjou – Giacomo Meyerbeer – 1820
- Markýza de Brinvilliers - Louis Hérold - 1831
- Marta aneb Trh v Richmondu – Friedrich von Flotow – 1847
- Martinova lež – Gian Carlo Menotti – 1964
- Maryla – Vladimír Ambros – 1953
- Maryša – Emil František Burian – 1940
- Maska Orfeova – Harrison Birtwistle – 1984
- Maškaráda – Carl Nielsen – 1906
- Maškarní ples – Giuseppe Verdi – 1859
- Mata Hari – John Cale – 1995
- Mateo Falcone – César Antonovič Kjui – 1907
- Matka – Alois Hába – 1931
- Mavra – Igor Fjodorovič Stravinskij – 1922
- Mazepa – Petr Iljič Čajkovskij – 1884
- Médea – Luigi Cherubini – 1797
- Médium – Gian Carlo Menotti – 1946
- Medon, král epirský – Josef Mysliveček – 1780
- Mefistofeles – Arrigo Boito – 1868
- Mesiáš (oratorium) – Georg Friedrich Händel – 1741
- Měsíc – Carl Orff – 1939
- Mignon – Ambroise Thomas – 1866

- Mikuláš a Alexandra – Deborah Drattell – 2003
- Milton – Gaspare Spontini – 1804
- Minnesänger – Franz Schubert – 1816
- Mirandolina – Bohuslav Martinů – 1954
- Miss Julie – Ned Rorem – 1965
- Mister Scrooge – Ján Cikker – 1959
- Mistr Ipokras, mastičkář drkolenský – Emil František Burian – 1928
- Mistři pěvci norimberští – Richard Wagner – 1868
- Mitridat, král pontský – Wolfgang Amadeus Mozart – 1770
- Mlada – César Antonovič Kjui, Alexandr Porfirjevič Borodin, Modest Petrovič Musorgskij a Nikolaj Andrejevič Rimskij-Korsakov – 1872 (společná práce)
- Montezuma – Antonio Vivaldi – 1733
- Montezuma – Josef Mysliveček – 1771
- Montezuma – Lorenzo Ferrero – 2005
- Modré pondělí – George Gershwin – 1929
- Modorovousův hrad – Béla Bartók – 1918
- Mojžíš v Egyptě – Gioacchino Rossini – 1818
- Mozart a Salieri – Nikolaj Andrejevič Rimskij-Korsakov – 1898
- Mrtvé duše – Rodion Ščedrin – 1977

Nahoru

## N
- Na Bajkale – Lev Konstantinovič Knipper – 1948
- Nabucco – Giuseppe Verdi – 1842
- Nagano – Martin Smolka – 2004
- Náměsíčná – Vincenzo Bellini – 1831
- Nápoj lásky – Gaetano Donizetti – 1832
- Napravený opilec – Christoph Willibald Gluck – 1760
- Natalka Poltavka – Mykola Lysenko – 1889
- Na Starém bělidle – Karel Kovařovic – 1901
- Na střeše tisíc letadel – Philip Glass – 1988
- Nebezpečné známosti – Conrad Susa – 1944
- Nejdůležitější muž světa – Gian Carlo Menotti – 1971
- Nejen láska – Rodion Ščedrin – 1961
- Němá z Portici – Daniel Francois Esprit Auber – 1828
- Nepravá zahradnice (La finta giardiniera) - Wolfgang Amadeus Mozart - 1775
- Nepřemoženi – Josef Bohuslav Foerster – 1918
- Nero – Pietro Mascagni – 1935
- Nevěsta messinská – Nicola Vaccai – 1839
- Nevěsta messinská – Zdeněk Fibich – 1884
- Nevěsta z Pluta – Gian Carlo Menotti – 1982
- Něžná země – Aaron Copland – 1954
- Nina – Giovanni Paisiello – 1789
- Nixon v Číně – John Adams – 1972
- Nižegordci – Eduard Nápravník – 1869
- Nížina – Eugen d'Albert – 1903
- Nocleh v Granadě – Conradin Kreutzer – 1834
- Noční let – Luigi Dallapiccola – 1940
- Noemova potopa – Benjamin Britten – 1958
- Nokturno – Mykola Lysenko – 1912
- Norma – Vincenzo Bellini – 1831
- Nos – Dmitrij Šostakovič – 1930
- Ňura – Osvald Chlubna – 1932

Nahoru

## O
- O původu Jaroměřic na Moravě (L’Origine di Jaromeriz in Moravia) - František Antonín Míča - 1730
- Oberon – Carl Maria von Weber – 1826
- Oberon, král elfů – Pavel Vranický – 1789
- Oberto – Giuseppe Verdi – 1839
- Obléhání Bystrice – Ján Cikker – 1983
- Obléhání Korintu – Gioacchino Rossini – 1826
- Odsouzení Lukulovo – Paul Dessau – 1951
- Odysseův návrat – Josef Berg – 1964
- Odysseův návrat do vlasti – Claudio Monteverdi – 1640
- Ohnivý anděl – Sergej Prokofjev – 1927
- Oedipus rex – Igor Fjodorovič Stravinskij – 1927
- Oklamaný kádí – Christoph Willibald Gluck – 1761
- Oldřich a Božena – František Škroup – 1828
- Olympiade – Josef Mysliveček – 1778
- Olympie – Gaspare Spontini – 1819
- Opera o komínku – Karel Jan Loos – před 1772
- Opričník – Petr Iljič Čajkovskij – 1874
- Opuštění Ariadny – Darius Milhaud – 1928
- Orestes – Francesco Cavalli – 1651
- Oresteia – Sergej Ivanovič Tanejev – 1895
- Orfeus – Philip Glass – 1993
- Orfeus – Claudio Monteverdi – 1607
- Orfeus a Eurydika – Christoph Willibald Gluck – 1762
- Orion – Francesco Cavalli – 1653
- Ormindo – Francesco Cavalli – 1644
- Osud – Leoš Janáček – 1887
- Othello – Gioacchino Rossini – 1816
- Otello – Guiseppe Verdi – 1887
- Owen Wingrave – Benjamin Britten – 1971

Nahoru

## P
- Pád Arkuna – Zdeněk Fibich – 1900
- Pád domu Usherů – Philip Glass – 1989
- Padlé víly – Edward German – 1909
- Paleček – Pavel Bořkovec – 1958
- Panna orleánská – Petr Iljič Čajkovskij – 1881
- Pan Nevrlínek aneb Hazard se synem – Gioacchino Rossini – 1813
- Paris a Helena – Christoph Willibald Gluck – 1770
- Parsifal – Richard Wagner – 1882
- Pasqualova proměna – Gaspare Spontini – 1802
- Peer Gynt – Werner Egk – 1938
- Pelleas a Melisanda – Claude Debussy – 1902
- Perníková chaloupka – Engelbert Humperdinck – 1893
- Perseus – Jean-Baptiste Lully – 1682
- Peter Grimes – Benjamin Britten – 1945
- Petr a Kateřina – Friedrich von Flotow – 1830
- Phaëton – Jean-Baptiste Lully – 1683
- Phryné – Camille Saint-Saëns – 1893
- Piková dáma – Petr Iljič Čajkovskij – 1890
- Pirát – Vincenzo Bellini – 1827
- Plameny – Ervín Schulhoff – 1932
- Plášť – Giacomo Puccini – (z Triptychu jednoaktových oper společně s operami Gianni Schicchi a Sestra Angelika) 1918
- Počátek románu – Leoš Janáček – 1891
- Pohádka o caru Saltánovi – Nikolaj Andrejevič Rimskij-Korsakov – 1900
- Pomsta Catullova – Osvald Chlubna – 1921
- Popelka – Nicolas Isouard – 1810
- Popelka – Gioacchino Rossini – 1817
- Popelka – Josef Richard Rozkošný – 1885
- Popelka – Jules Massenet – 1899
- Porgy a Bess – George Gershwin – 1935
- Postilión z Lonjumeau – Adolphe Charles Adam – 1836
- Povinnost zachovávat první přikázání – Wolfgang Amadeus Mozart – 1767
- Powder Her Face – Thomas Adès – 1995
- Pozdvižení v Efesu – Iša Krejčí – 1946
- Princ homburský – Hans Werner Henze – 1960
- Prodaná nevěsta – Bedřich Smetana – 1866
- Prorok – Giacomo Meyerbeer – 1849
- Proserpine – Jean-Baptiste Lully – 1680
- Proserpina – Camille Saint-Saëns – 1887
- Prsten Nibelungův (cyklus 4 oper) - Richard Wagner
- Prsy Tiresiovy – Francis Poulenc – 1947
- Přátelé ze Salamanky – Franz Schubert – 1815
- Příběh opravdového člověka – Sergej Prokofjev – 1949
- Příhody lišky Bystroušky – Leoš Janáček – 1924
- Příležitost dělá zloděje – Gioacchino Rossini – 1812
- Přítel Fritz – Pietro Mascagni – 1891
- Psohlavci – Karel Kovařovic – 1898
- Psyché – Jean-Baptiste Lully – 1678
- Ptáci – Walter Braunfels – 1920
- Puritáni – Vincenzo Bellini – 1835
- Pytlák – Albert Lortzing – 1842

Nahoru

## Q
- Quentin Durward – François-Auguste Gevaert – 1888

Nahoru

## R
- Radamisto – Georg Friedrich Händel – 1720
- Revizor – Werner Egk – 1957
- Rienzi – Richard Wagner – 1842
- Rigoletto – Giuseppe Verdi – 1851
- Rinaldo – Georg Friedrich Händel – 1711
- Robert ďábel – Giacomo Meyerbeer – 1831
- Robert Devereux – Gaetano Donizetti – 1837
- Rob Roy – Friedrich von Flotow – 1836
- Rodelinda – Georg Friedrich Händel – 1725
- Rodina Tarasova – Dmitrij Borisovič Kabalevskij – 1947
- Rogneda – Alexandr Nikolajevič Serov – 1865
- Roland – Georg Friedrich Händel – 1731
- Roland – Jean-Baptiste Lully – 1685
- Romeo a Julie – Charles Gounod – 1867
- Romeo, Julie a tma – Jan Frank Fischer – 1962
- Romilda a Constanza – Giacomo Meyerbeer – 1817
- Rozsudek – Ján Cikker – 1979
- Rusalka – Alexandr Sergejevič Dargomyžskij – 1856
- Rusalka – Antonín Dvořák – 1901
- Růžový kavalír – Richard Strauss – 1911
- Ruslan a Ludmila – Michal Ivanovič Glinka – 1842
- Rýbrcoul – Friedrich von Flotow – 1853
- Rytíř Pásmán – Johann Strauss – 1892

Nahoru

## Ř
- Řecké pašije – Bohuslav Martinů – 1961

Nahoru

## S
- Sadko – Nikolaj Andrejevič Rimskij-Korsakov – 1898
- Salambo – Ernest Reyer – 1890
- Salomé – Richard Strauss – 1905
- Samson – Georg Friedrich Händel – 1743
- Samson a Dalila – Camille Saint-Saëns – 1877
- Sapfó – Mykola Lysenko – 1896
- Saracén – César Antonovič Kjui – 1899
- Satyagraha – Philip Glass – 1980
- Satyr – Pavel Bořkovec – 1958
- Scipiónův sen – Wolfgang Amadeus Mozart – 1772
- Sedlák Jakub – Oskar Nedbal – 1922
- Sedlák kavalír – Pietro Mascagni – 1890
- Sedmnáct dní a čtyři minuty – Werner Egk – 1950
- Sedmý div – Alan John – 1995
- Semele – John Eccles – 1707
- Semele – Georg Friedrich Händel – 1744
- Semiramis – Gioacchino Rossini – 1823
- Semiramis – Giacomo Meyerbeer – 1819
- Semiramis znovu poznaná (Semiramide riconosciuta) – Josef Mysliveček – 1768
- Semjon Kotko – Sergej Prokofjev – 1940
- Sen noci svatojánské – Benjamin Britten – 1960
- Sestra Angelika – Giacomo Puccini – (z Triptychu jednoaktových oper společně s operami Gianni Schicchi a Plášť) 1918
- Seven Stones - Ondřej Adámek - 2018
- Shining Brow – Daron Hagen – 1992
- Sicilské nešpory – Giuseppe Verdi – 1855
- Siegfried – Wagner – 1876
- Simon Boccanegra – Giuseppe Verdi – 1857
- Sirotek z Cordoby – Oscar Straus – 1894
- Síla osudu – Giuseppe Verdi – 1862
- Skoupý rytíř – Sergej Vasiljevič Rachmaninov – 1906
- Slavík – Igor Fjodorovič Stravinskij – 1914
- Slzy nože – Bohuslav Martinů – 1928
- Služka paní – Giovanni Battista Pergolesi – 1733
- Smaragdový ostrov – Edward German – 1901
- Smrt Klinghoffera – John Adams – 1991
- Smrt kmotřička – Rudolf Karel – 1933
- Smrt v Benátkách – Benjamin Britten – 1973
- Sněžný bohatýr – César Antonovič Kjui – 1906
- Sněhurka – Nikolaj Andrejevič Rimskij-Korsakov – 1882
- Snídaně na hradě Šlakenvaldě – Josef Berg – 1969
- Soročinský jarmark – Modest Petrovič Musorgskij – 1880
- Soumrak bohů – Richard Wagner – 1876
- South Pole – Miroslav Srnka – 2016
- Spanilá mlynářka (La Molinara) - Giovanni Paisiello - 1788
- Srdce – Josef Bohuslav Foerster – 1923
- Srdce Edinburku – Henry Bishop – 1819
- Stará panna a zloděj – Gian Carlo Menotti – 1939
- Starý ženich – Karel Bendl – 1883
- Sternenhoch – Ivan Acher – 2018
- Stiffelio – Giuseppe Verdi – 1850
- Stín – Friedrich von Flotow – 1870
- Straka zlodějka – Gioacchino Rossini – 1817
- Strašidelný zámek – Stanislaw Moniuszko – 1865
- Street Scene – Kurt Weill – 1947
- Strojník Hopkins – Max Brand – 1929
- Střevíčky – Petr Iljič Čajkovskij – 1887
- Stříbrný zvonek – Camille Saint-Saëns – 1877
- Stvoření zástupce pro osmou planetu – Philip Glass – 1985
- Svatba – William Bolcom – 2004
- Svätopluk – Eugen Suchoň – 1960
- Svatý František z Assisi – Olivier Messiaen – 1983
- Svatá z Bleecker Street – Gian Carlo Menotti – 1954
- Svatá Zuzana – Paul Hindemith – 1922

Nahoru

## Š
- Šárka – Zdeněk Fibich – 1897
- Šárka – Leoš Janáček – 1888
- Šarlatán – Pavel Haas – 1929
- Šelma sedlák – Antonín Dvořák – 1877
- Španělská hodinka – Maurice Ravel – 1911
- Šťastná Anglie – Edward German – 1902
- Štědrovečerní noc – Mykola Lysenko – 1883
- Štědrovečerní noc – Nikolaj Andrejevič Rimskij-Korsakov – 1895
- Švanda dudák – Vojtěch Hřímalý mladší – 1896
- Švanda dudák – Jaromír Weinberger – 1927

Nahoru

## T
- Tajemství – Bedřich Smetana – 1878
- Tajné manželství – Domenico Cimarosa – 1792
- Tamerlán – Josef Mysliveček – 1771
- Tancredi – Gioacchino Rossini – 1813
- Tannhäuser – Richard Wagner – 1845
- Taras Bulba – Mykola Lysenko – 1890
- Tartuffe – Kirke Mechem – 1980
- Telefon – Gian Carlo Menotti – 1947
- Thais – Jules Massenet – 1894
- The Knot Garden – Michael Tippett – 1970
- Théseus – Jean-Baptiste Lully – 1675
- Tiché místo – Leonard Bernstein – 1983
- Tilda – Francesco Cilea – 1892
- Titus (La clemenza di Tito) – Wolfgang Amadeus Mozart – 1791
- Tom Jones – François-André Danican Philidor – 1765
- Tom Jones – Edward German – 1907
- Tosca – Giacomo Puccini – 1900
- Trable na Tahiti – Leonard Bernstein – 1952
- Tristan a Isolda – Wagner – 1865
- Triumf Klélie – Josef Mysliveček – 1767
- Trójané – Hector Berlioz – 1863
- Trubadúr – Giuseppe Verdi – 1853
- Třígrošová opera – Kurt Weill – 1928
- Tři příběhy – Steve Reich – 2002
- Tři zlaté vlasy děda Vševěda – Rudolf Karel – 1945
- Turandot – Giacomo Puccini – 1926
- Turandot – Carl Maria von Weber – 1806
- Turek v Itálii – Gioacchino Rossini – 1814
- Tvrdé palice – Antonín Dvořák – 1874

Nahoru

## U
- Undina – Albert Lortzing – 1845
- Únos Heleny – Francesco Cavalli – 1659
- Únos ze serailu – Wolfgang Amadeus Mozart – 1782
- Utahování šroubu – Benjamin Britten – 1954
- Utopená – Mykola Lysenko – 1885

Nahoru

## V
- Válka a mír – Sergej Sergejevič Prokofjev – 1946
- Valkýra – Richard Wagner – 1870
- Vanda – Antonín Dvořák – 1875
- Vanessa – Samuel Barber – 1958
- Věc Makropulos – Leoš Janáček – 1926
- Večer tříkrálový – Henry Bishop – 1820
- Večeře o osmé (Dinner at Eight) – William Bolcom – 2017
- Velký umrlec – György Ligeti – 1978
- Venuše a Adonis – John Blow – 1683
- Veselé paničky Windsorské – Carl Otto Nicolai – 1849
- Veselohra na mostě (Martinů) – Bohuslav Martinů – 1935
- Vězeň – Luigi Dallapiccola – 1950
- Vestálka – Gaspare Spontini – 1807
- Vilém Tell – Gioacchino Rossini – 1829
- Víly – Giacomo Puccini – 1884
- Víly – Richard Wagner – 1833
- Viola (nedokončená) – Bedřich Smetana
- Vlaštovka – Giacomo Puccini – 1917
- Vlasty skon – Otakar Ostrčil – 1904
- Vodař – Luigi Cherubini – 1800
- Voják a tanečnice – Bohuslav Martinů – 1927
- Vojcek – Alban Berg – 1925
- V kárném táboře – Philip Glass – 2000
- V studni – Vilém Blodek – 1867
- Vyhnanec z Granady – Giacomo Meyerbeer – 1821
- Výlety páně Broučkovy – Leoš Janáček – 1920
- Významné tajemství – Sergia Rendine – 1992
- Vzestup a pád města Mahagonny – Kurt Weill – 1930
- Vzkříšení – Ján Cikker – 1962

Nahoru

## W
- Werther – Jules Massenet – 1892
- William Ratcliff – César Antonovič Kjui – 1869

Nahoru

## X
- Xerxes – Francesco Cavalli – 1655
- Xerxes – Georg Friedrich Händel – 1738

Nahoru

## Y
- Yerma – Heitor Villa-Lobos – 1955

Nahoru

## Z
- Záhořanský hon – Jaroslav Křička – 1949
- Zaide – Wolfgang Amadeus Mozart – 1780
- Zákaz lásky – Richard Wagner – 1835
- Zakletý princ – Vojtěch Hřímalý mladší – 1872
- Zällerské Vánoce (d'Zäller Wiehnacht) – Paul Burkhard – 1960
- Zampa – mramorová nevěsta – Louis Joseph Ferdinand Hérold – 1831
- Zásnuby v klášteře – Sergej Prokofjev – 1946
- Zásnuby v San Domingu – Werner Egk – 1963
- Záza – Ruggero Leoncavallo – 1900
- Zbrojíř – Albert Lortzing – 1842
- Zdravý nemocný – Jiří Pauer – 1970
- Ze života hmyzu – Ján Cikker – 1987
- Zilda – Friedrich von Flotow – 1866
- Zkouška na operu – Albert Lortzing – 1846
- Zkrocení zlé ženy – Rudolf Karel – 1943
- Zlato Rýna – Richard Wagner – 1869
- Zlatý kohoutek – Nikolaj Andrejevič Rimskij-Korsakov – 1907
- Zmatek na Parnasu – Josef Mysliveček – 1765
- Z mrtvého domu – Leoš Janáček – 1930
- Zneuctění Lukrécie – Benjamin Britten – 1946
- Ztracený ráj – Krzysztof Penderecki – 1978
- Ztroskotání Medúzy aneb Námořníci – Friedrich von Flotow – 1839
- Zuřivý Roland (Orlando furioso) – Antonio Vivaldi – 1727
- Zuzana Vojířová – Jiří Pauer – 1959
- Zvědavé ženy – Ermanno Wolf-Ferrari – 1903
- Zvíkovský rarášek – Vítězslav Novák – 1915

Nahoru

## Ž
- Žaloba proti neznámému – Bohuslav Martinů – 1953
- Žebrácká opera – John Gay – 1728
- Ženich z onoho světa – Jakov Gotovac – 1935
- Ženichové – Jan Frank Fischer – 1957
- Ženichové – Karel Kovařovic – 1884
- Ženitba – Bohuslav Martinů – 1952
- Ženské svody – Domenico Cimarosa – 1794
- Ženy bez stínu – Richard Strauss – 1934
- Židovka – Jacques Fromental Halévy – 1835
- Život prostopášníka – Igor Fjodorovič Stravinskij – 1951
- Život za cara (Ivan Susanin) – Michail Ivanovič Glinka – 1836
- Žlutá princezna – Camille Saint-Saëns – 1872
- Žvanivý slimejš – Jiří Pauer – 1958

Nahoru